# Wielki Sejm Wileński

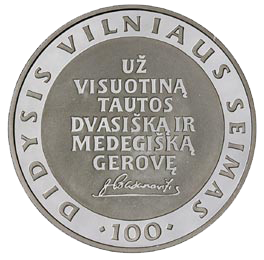
Okolicznościowe 50 litów litewskich z okazji stu lat Wielkiego Sejmu Wileńskiego

Wielki Sejm Wileński – spontaniczna reprezentacja społeczeństwa litewskiego, zwołana w 1905 roku do Wilna.
Litewski ruch narodowy powstał w drugiej połowie XIX wieku i wiązał się z pojawieniem się wśród Litwinów świadomości narodowej. Po wybuchu rewolucji 1905 roku litewski ruch narodowy zaczął się silniej organizować. Jednym z tego przejawów był Wielki Sejm Wileński, zwołany do Wilna. Zebrana w Wilnie reprezentacja Litwinów wysunęła wobec władz carskich postulat autonomii dla Litwy, której stolicą miało być Wilno. 
Ogłoszenie przez Litwinów programu autonomii spowodowało spór z Polakami, którego przejawami była rywalizacja o niewykształcone warstwy społeczne oraz spór o przynależność Wilna.